# Magdalena Środa
Magdalena Środa (née le 7 janvier 1957 à Varsovie) est une philosophe polonaise, autrice féministe, feuilletoniste de Gazeta Wyborcza
Dans les années 2004-2005, elle est haut-commissaire dans le cabinet Marek Belka pour le statut égal des femmes et des hommes. Elle défend également les droits des LGBT en Pologne. En 2009, elle se présente comme tête de liste de la coalition de centre-gauche + écologiste pour la voïvodie de Łódź et elle n'obtient que 2,25% des voies,.
Elle enseigne l'éthique à l'Université de Varsovie, comme professeur associé.

## Prises de position
En mai 2023, elle critique publiquement les propos transphobes tenus, à une heure de grande écoute, sur la chaîne TVN24, par le satiriste Krzysztof Daukszewicz (pl),.

## Vie privée
Magdalena Środa est mariée à l'écrivain Krzysztof Środa (pl).

## Livres

### Essais (sélection)
- (pl) Idea godności w kulturze i etyce, Wydział Filozofii i Socjologii Uniwersytetu Warszawskiego, 1993, 205 p. (ISBN 9788385284154, lire en ligne)
- (pl) Indywidualizm i jego krytycy [« L'individualisme et ses critiques »], Fundacja "Aletheia", 2003, 459 p. (ISBN 978-83-89372-07-9)
- (pl) Kobiety i władza [« Les femmes et le pouvoir »], Virtualo, 2009, 474 p. (ISBN 978-83-7747-095-4)

### Littérature Jeunesse
- (pl) O gender i innych potworach [« Sur le genre et les "autres monstres" »], Czarna Owca, 2014, 52 p. (ISBN 978-8-363010-45-4)